# Брукс, Норман
Сэр Норман Эверард Брукс (англ. Norman Everard Brookes; 14 ноября 1877, Мельбурн, Австралия — 28 сентября 1968, Мельбурн, Австралия) — австралийский теннисист, первый президент Ассоциации лаун-тенниса Австралии. Семикратный победитель турниров Большого Шлема в мужском одиночном и в мужском парном разрядах; пятикратный обладатель Кубка Дэвиса в составе сборных Австралазии и Австралии; член Международного зала теннисной славы с 1977 года.

## Биография
Родился в Мельбурне, 14 ноября 1877. Был младшим сыном в семье Уильяма Брукса и Кэтрин Маргарет Робинсон. Получил образование в Мельбурнской английской грамматической школе. После окончания школы, в 1895 году, поступил на работу в качестве младшего клерка в Австралийскую бумажную компанию , в которой его отец был управляющим директором, работал там в течение восьми лет и в 1904 уже был директором фирмы.
19 апреля 1911, в Мельбурнском соборе Святого Павла, заключил брак с 20-летней Мейбл Балкомб Эммертон, дочерью адвоката Гарри Эммертона. У пары было три дочери.
Во время Первой мировой войны служил комиссаром австралийского филиала британского Красного Креста в Египте.
Умер Норман Брукс в Южной Ярре, 28 сентября 1968 года.

## Спортивная карьера
В юности Брукс регулярно играл в теннис на корте семейного особняка на Квинс-роуд, и, также он много времени проводил на находившихся недалеко от дома кортах Сент Лорнс, где изучал удары и тактику ведущих игроков.
Брукс стал первым не британским теннисистом, которому удалось выиграть Уимблдонский турнир в мужском одиночном разряде. Он побеждал в одиночном разряде дважды, сначала в 1907 году и второй раз в 1914 году. Также, в 1907 и в 1914, он выигрывал турнир в парном разряде, вместе с новозеландцем Энтони Уилдингом, которого он обыграл в одиночном финале в 1914.
В 1911 — победил на Чемпионате Австралии.
С 1905 по 1920 Норман Брукс провёл 39 матчей в Кубка Дэвиса за команды Австралазии и Австралии.
В 1926 году он стал первым президентом Австралийской ассоциации лаун-тенниса Австралии и эту должность он занимал в течение следующих 28 лет.

## Признание заслуг
В 1939 году, Норман Брукс был посвящён в рыцари. Леди Брукс стала Дамой Мейбл Брукс в 1955 году.
В 1977 году — был удостоен места в Международном зале теннисной славы.
Также, в честь Нормана Брукса был назван кубок, который вручается победителю Открытого чемпионата Австралии по теннису в мужском одиночном разряде.